# Уайзман, Лиз
Лиз Уайзман (англ. Liz Wiseman; род. 1964) — американская писательница, педагог, бизнес-консультант. Автор нескольких бестселлеров по самообразованию и лидерству.

## Образование и карьера
Получила степень бакалавра в области управления бизнесом и степень магистра организационного поведения в университете имени Бригама Янга (BYU). После окончания BYU поступила на работу в Oracle. Окончила курсы повышения квалификации для руководителей в Мичиганском университете, Уортоне, Гарварде и MIT.
С 1988 по 2005 год работала в Oracle, где руководила созданием Oracle University. Занимала пост вице-президента по развитию человеческих ресурсов и руководила многочисленными международными проектами. После Oracle работала в качестве тренера по лидерству. На основе своего опыта написала книгу «Multipliers: How the Best Leaders Make Everyone Smarter».
Лиз Уайзман является генеральным директором Wiseman Group — научно-исследовательской компании со штаб-квартирой в Силиконовой долине. Среди ее клиентов такие компании, как Apple, AT & T, Disney, Facebook, Google, Microsoft, Nike, Tesla, Twitter и другие.
В 2013 году сайт Thinkers50 назвал Уайзман одним из 50 ведущих лидеров в мире. В 2017 году она заняла позицию № 35 в списке Thinkers50.

## Личная жизнь
Состоит членом церкви мормонов. С 2017 года преподает в утренней семинарии.